# Épître de Barnabé
Ne doit pas être confondu avec Évangile de Barnabé ou Actes de Barnabé.
L'Épître de Barnabé (grec ancien : Βαρνάβα Ἐπιστολή) est une œuvre chrétienne rédigée entre la fin du Ier siècle et le début du IIe siècle. Composée de 21 chapitres, elle est écrite en langue grecque. Dans le Codex Sinaiticus (IVe siècle), elle figure immédiatement après le Nouveau Testament et avant le Pasteur d'Hermas.

## Auteur
Cette épître est attribuée par Clément d'Alexandrie (Stromates, II,31,2; II,35,5; etc.) au compagnon de Paul, Barnabé, qui est mentionné dans les Actes des Apôtres ; et Origène l'appelle l'épître catholique de Barnabé (Contre Celse I,63). Le Codex Alexandrinus aussi l'attribue à Barnabé, sans spécifier s'il s'agit de l'apôtre ou d'un autre Barnabé. Mais depuis le XVIIe siècle prédomine chez les savants l'opinion que, pour des raisons de contenu et de chronologie, l'auteur n'est pas le Barnabé des Actes des Apôtres.
Dans son Histoire ecclésiastique, Eusèbe de Césarée (vers 265 – 339) classe ce qu'il appelle l'épître « attribuée à Barnabé » (pas « de Barnabé ») parmi les « apocryphes » (νόθοι), en l'excluant des « livres reçus de tous » et de « ceux qui sont contestés, quoiqu'un grand nombre les admettent ».
Dans le Codex Claromontanus (du VIe siècle), on trouve un catalogue, qui serait la reproduction d'une liste datant du IIIe siècle, des livres de l'Ancien et du Nouveau Testament. Ce catalogue mentionne, mais avec une indication de canonicité douteuse ou contestée, l'Épître de Barnabé, le Pasteur d'Hermas, les Actes de Paul et l'Apocalypse de Pierre.
Un autre catalogue, qui se trouve dans la Chronographie de Nicéphore Ier de Constantinople (758-829), met l'Épître de Barnabé entre les livres disputés (antilegomena) du Nouveau Testament, avec aussi l'Apocalypse, l'Apocalypse de Pierre et l'Évangile des Hébreux,.

## Datation

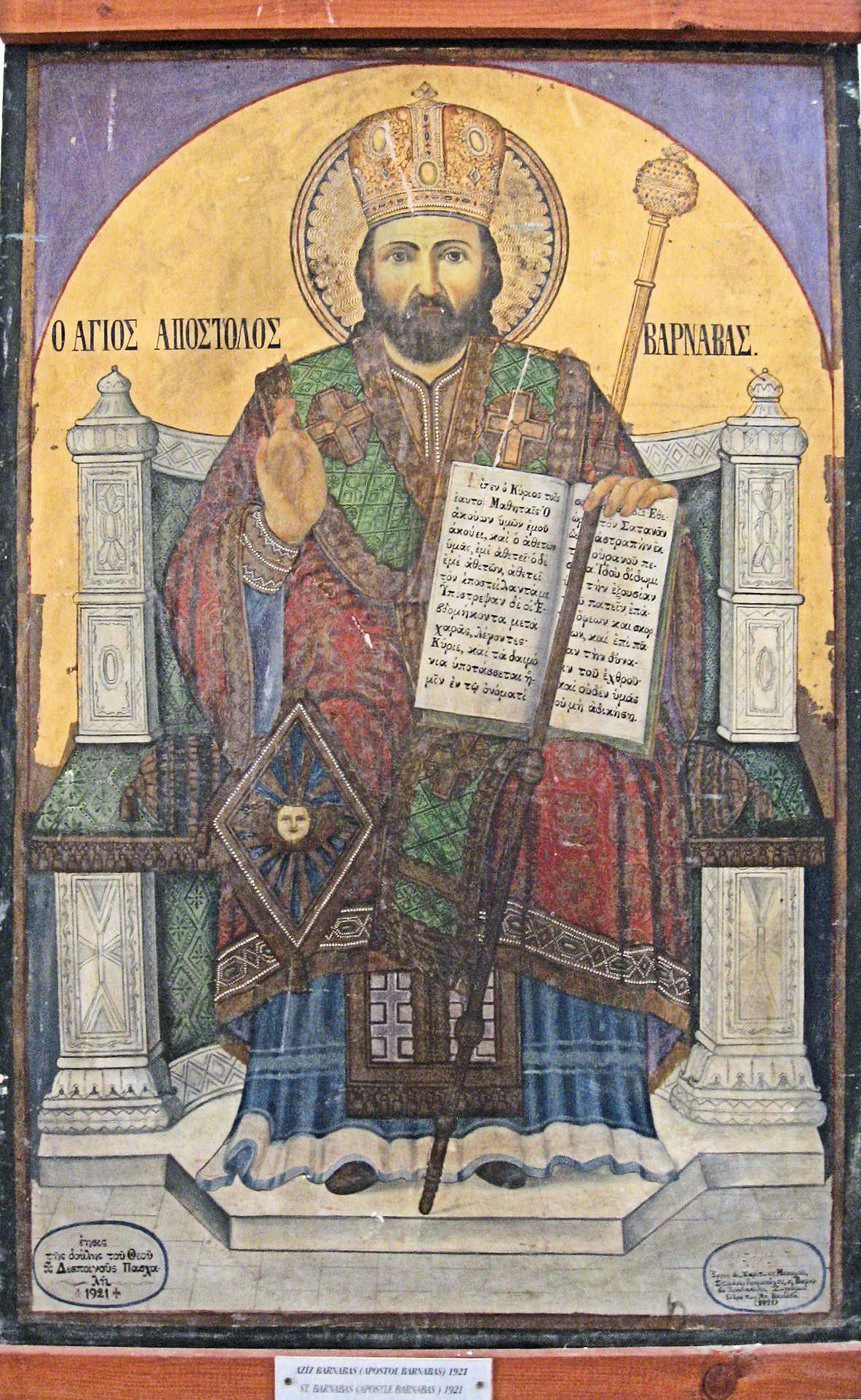
Icône de saint Barnabé avec le texte de l'Évangile selon Luc, 10,16−19

Le verset 16,4 de l'épître, qui déclare : « par suite de la guerre, le Temple fut détruit par leurs ennemis, et maintenant les serviteurs de ces ennemis le rebâtiront », donne lieu à la conviction que l'œuvre fut écrite après la destruction du Temple de Jérusalem en 70, et avant la révolte de Bar Kochba en 132, dont l'épître ne fait pas état,.

## Contenu
Cette épître constitue l'un des premiers traités de polémique antijuive.On y distingue deux parties :
Selon la première partie (chapitres 1–17), les prophéties, que les Juifs n'ont jamais comprises, ont annoncé Jésus le Messie, son œuvre salvatrice et sa crucifixion. Les prescriptions relatives au jour de jeûne, au bouc émissaire et au sacrifice de la vache rousse pour la purification des péchés étaient des prophéties de la Passion du Sauveur. La circoncision demandée par le Seigneur est celle du cœur, pas celle de la chair. Les normes alimentaires n'ont qu'une signification morale. Il faut interpréter toute l'Écriture vétéro-testimentaire selon le sens spirituel, pas selon le sens littéral. Par l'adoration du veau d'or, les Juifs ont tout de suite rompu l'Alliance qui est passée aux chrétiens. L'Ancien Testament préfigurant ainsi le Christ, « les sacrifices, la circoncision, le sabbat, le Temple n'ont point de valeur religieuse autonome ».
La seconde partie (chapitres 18–21) donne l'enseignement sur les « deux voies » évoqué notamment en Deutéronome 30:15 ou Proverbes 4:18 ; 12:28 et en Matthieu 7:13 (Ier), dont on trouve une exposition similaire dans la Didachè (IIe). Les opinions divergent quant à la question de savoir lequel des documents de Barnabé ou de la Didaché a été utilisé comme source par l'autre ou s'ils dépendent tous deux d'un autre document juif, notamment contenu dans la Règle de la communauté des Esséniens de Qumrân,,.

## Transmission
- Le Codex Sinaiticus, découvert par Constantin von Tischendorf en 1859 contient le texte complet.
- Le Codex Hierosolymitanus, découvert par Philotheos Bryennios en 1873, contient le texte complet.
- Une famille de manuscrits, tous dérivés du Codex Vaticanus graecus 859, contient les chapitres 5,7b−21,9.
- Il existe une version latine du IVe siècle conservée dans un manuscrit du IXe siècle.

## Traductions
- Épître de Barnabé, édition et trad. Robert A. Kraft, Cerf, coll. « Sources chrétiennes », no 172, 1971.
- Les Pères Apostoliques. Texte intégral, Dominique Bertrand, Cerf, 2001.
- Épître de Barnabé (déb. IIe siècle), trad. du grec Marie-Odile Boulnois : Premiers écrits chrétiens, Gallimard, coll. « La Pléiade », 2016, p. 782-809.

## Études
- Pierre Prigent, Les Testimonia dans le christianisme primitif. L'Épître de Barnabé I-XVI et ses sources, Gabalda, 1961.
- Philippe Bobichon, « L'Épître de Barnabé »" in Histoire de la littérature grecque chrétienne, t. II/5 : De Paul apôtre à Irénée de Lyon, Paris, Cerf, 2013, p. 440-454.
- (en) James Carleton Paget (en), The Epistle of Barnabas: Outlook and Background, Tübingen, Mohr Siebeck, 1994, 319 p. (lire en ligne).